# NNDB
La NNDB, sigle anglophone pour Notable Names Database (Base de données de noms célèbres), est une base de données en ligne donnant des détails biographiques sur plus de 40 000 personnes considérées comme ayant une certaine notoriété. Elle se décrit elle-même comme un agrégateur de renseignements (« intelligence aggregator ») sur ceux ou celles qu'elle détermine comme satisfaisant à ses critères de notoriété, principalement dans le but d'identifier des connexions entre ces personnes.